# Struktur- und Genehmigungsdirektion Süd

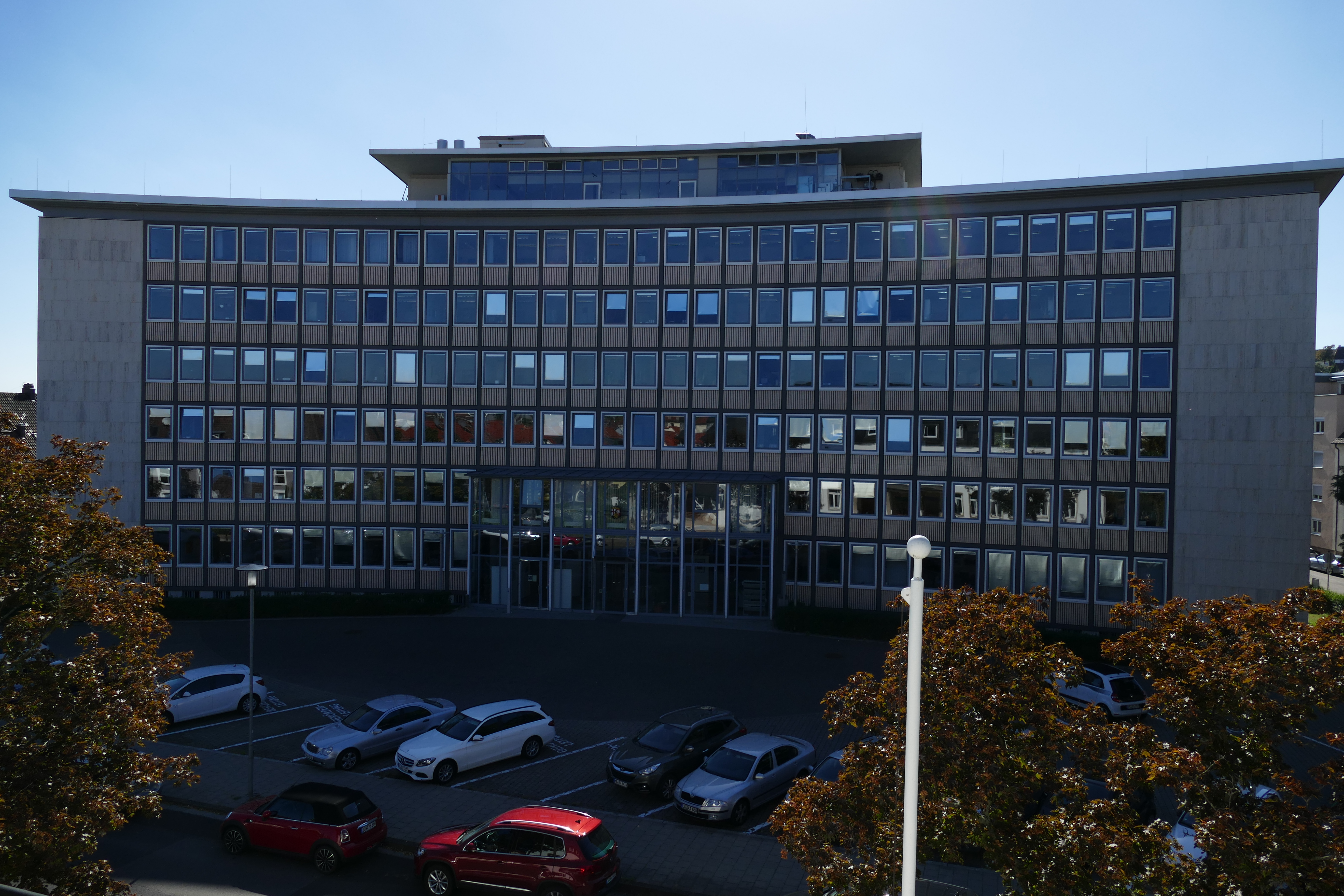
Verwaltungsgebäude in der Friedrich-Ebert-Straße in Neustadt, Sitz der Struktur- und Genehmigungsdirektion Süd

Die Struktur- und Genehmigungsdirektion Süd (SGD Süd) ist als Ergebnis der 1999/2000 erfolgten Strukturreform der Mittelbehörden zum 1. Januar 2000 gemeinsam mit der ADD Trier und der SGD Nord aus den bisherigen Bezirksregierungen Koblenz, Trier und Rheinhessen-Pfalz sowie mehreren selbständigen Fachbehörden gebildet worden. Die in Neustadt an der Weinstraße ansässige obere Landesbehörde ist sowohl für bestimmte Aufgaben im Süden des Landes Rheinland-Pfalz (ehemaliger Regierungsbezirk Rheinhessen-Pfalz) als auch für einige Aufgaben landesweit zuständig. Präsident der Behörde ist Hannes Kopf. Schwesterbehörden sind die Aufsichts- und Dienstleistungsdirektion in Trier und die Struktur- und Genehmigungsdirektion Nord in Koblenz.

## Aufgaben
- Abfallwirtschaft
- Arbeitnehmerschutz
- Asbest
- Audit Beruf und Familie
- Bauwesen
- Einheitlicher Ansprechpartner
- Entschädigung und Enteignung
- Fischerei
- Gefahrenschutz
- Gentechnik
- Grenzüberschreitende Zusammenarbeit
- Immissionsschutz
- Naturschutz
- Raumordnung und Landesplanung
- Sprengstoff/Pyrotechnik
- Strahlenschutz
- Verbraucherschutz
- Wasserwirtschaft